# サム・ケレビ
サム・ケレビ（Samu Kerevi、1993年9月27日 - ）は、ジャパンラグビーリーグワン浦安D-Rocksに所属するラグビーユニオン選手。

## プロフィール
- フィジー・スバ出身。
- ポジションはセンター(CTB)。
- 身長 186 cm、体重 106 kg。
- ニックネームはサム、サムズ、トゥリガ。
- U20フィジー代表に選ばれたことがある[1]。
- オーストラリア代表キャップは41（2022年11月現在）。
- 兄のジョシュア(現・豊田自動織機シャトルズ愛知)と弟のジョネ(現・天理大学)は共にラグビー選手で従兄弟は元オーストラリア代表のラディキ・サモ[2]。

## 来歴
4歳の時にオーストラリアに移住し、8歳からラグビーを始めた。
ブリスベン州立高校、クイーンズランド工科大学、レッズを経て、2019年、サントリーサンゴリアス(現・東京サントリーサンゴリアス)に加入。同年、ラグビーワールドカップ2019のオーストラリア代表に選ばれた。
2020年1月12日に行われたジャパンラグビートップリーグ第1節の東芝ブレイブルーパス戦に先発出場で日本での公式戦初出場を果たした。
2021年、東京五輪の7人制オーストラリア代表に選ばれた。
2023年6月、浦安D-Rocksに加入。同年8月、ラグビーワールドカップ2023のオーストラリア代表に選ばれた。

## 受賞歴

### ワールドラグビーアワード
- ワールドラグビー男子15人制ドリームチーム:2021年[10]

### ジャパンラグビーリーグワン
- 2022リーグワンベスト15